# Gaius Marius
Gaius Marius (Cereatae, 157 v.Chr. - Rome, 13 januari 86 v.Chr.) was een Romeinse generaal en staatsman.
Hij werd geboren in het stadje Cereatae, nabij Arpinum, uit het huwelijk van Gaius Marius en Fulcina. Marius was afkomstig uit een gegoede familie uit Picenum. Hoewel hij geen patriciër was, lukte het hem om via het Romeinse leger (politiek) carrière te maken.
Hij werd vooral bekend vanwege zijn overwinning op de Numidische koning Jugurtha (109 v.Chr.), alsmede vanwege zijn overwinning op de Teutonen, Kimbren en Ambronen in de slag bij Aquae Sextiae (Aix-en-Provence) in 102 v.Chr.
Als generaal zorgde hij voor ingrijpende veranderingen in het Romeinse leger, onder andere door de invoering van een betaald beroepsleger (waarin ook de allerarmste burgers dienst konden nemen), de herziening van de opbouw van de legereenheden en de promotiemogelijkheden voor uitblinkende soldaten (voor die tijd werden officieren voornamelijk benoemd op basis van hun politieke connecties). Samenvattend kan gesteld worden, dat hij het Romeinse leger vergaand geprofessionaliseerd heeft. Deze instelling van een beroepsleger, dat in plaats van aan de staat loyaal was aan de generaal die hen leidde, heeft in latere tijden een cruciale rol gespeeld in de Romeinse geschiedenis. Hierdoor was het voortaan gebruikelijk dat generaals hun politieke aspiraties met geweld probeerden door te drijven. De volgende eeuw was dan ook vaak het toneel van burgeroorlogen tussen de Romeinen.
De veranderingen die hij invoerde in het Romeinse leger hielden in dat de staat de uitrusting betaalde voor de soldaten. Dat zorgde ervoor dat ook het proletariaat het leger in kon. Dit was noodzakelijk omdat vóór de veranderingen soldaten hun eigen uitrusting moesten betalen. Daarom waren de meeste soldaten boeren. Toen rijke Romeinen op het platteland gingen wonen, leidde dit ertoe dat boeren van hun land gejaagd of uitgekocht werden. Zodoende gingen de boeren in de stad wonen, waar ze geen of weinig werk konden vinden en zo werden zij arm. Het proletariaat groeide daardoor enorm en het aantal boeren slonk enorm. Hierdoor werd het steeds moeilijker voor Rome om aan soldaten te komen. De oplossing werd bedacht door Gaius Marius. Het Romeinse leger werd omgevormd tot een staand beroepsleger in plaats van een leger van halve huurlingen. Verdere veranderingen die Marius doorvoerde als consul, waren dat soldaten een contract tekenden bij de Romeinse staat, waardoor ze 25 jaar zouden dienen in het leger, om dan aan het eind met pensioen te gaan en beloond te worden met een stuk land en een groot deel van hun salaris, dat was ingehouden. Dit werden de legionairs, en alleen Romeinse burgers mochten dit. Niet-Romeinen mochten een ander contract tekenen, waarbij ze na dezelfde periode, als de legionairs met pensioen gingen, een vergelijkbare beloning kregen (maar dan wat lager) en het Romeinse staatsburgerschap verwierven, wat hun extra rechten en belastingkortingen opleverde. Dit waren de auxilia. De auxilia werden vaak gebruikt om grenzen te verdedigen en als lichte infanterie. De legionairs werden gebruikt om grote aanvallen af te slaan en om het imperium uit te breiden. Auxilia werden meestal ingezet in andere gebieden dan waar ze vandaan kwamen, om de kans op opstanden te verkleinen. Omdat legionairs niets te verliezen hadden, ze waren namelijk altijd ongehuwd, en alleen konden verdienen als soldaat bij de bevelhebber, ontwikkelden ze een grote trouw aan de bevelhebber (als deze tenminste succesvol was), waardoor deze vaak grote macht kon krijgen. Dit probeerde de senaat te bestrijden door de bevelhebbers om de paar jaar af te wisselen. Wanneer dit niet gebeurde, ging het vaak goed mis, zoals bij Julius Caesar.
Terug in Rome wierp Gaius Marius zich op de binnenlandse politiek. Hij associeerde zich min of meer met de volkspartij, die onder de tribunen Saturninus en Glaucia afbreuk deed aan de macht der oligarchen. Maar de beide leiders werden steeds radicaler. Toen Glaucia als kandidaat voor het consulaat in 99 zijn tegenstanders liet vermoorden, verklaarde de senaat de staat in gevaar. Marius moest de orde herstellen. Hij deed dat op een kalme manier en sloot Saturninus, Glaucia en hun voornaamste aanhangers op in een openbaar gebouw. Daar werden zij door op het dak geklommen aanhangers der senaatspartij met leistenen doodgegooid. Dat incident kostte Marius zijn reputatie bij het volk. Voortaan werd hij door elke groepering in Rome gewantrouwd. Voorlopig was zijn rol uitgespeeld. De optimates heersten en maakten op schandalige wijze misbruik van hun macht. In 91 vermoordden zij de hervormingsgezinde tribuun Marcus Livius Drusus, zoon van Gracchus' concurrent , die onder meer burgerrecht voor de Italische bondgenoten had geëist. Daardoor kwamen de meeste bondgenoten in opstand, bekend als de Bellum sociorum (Bondgenotenoorlog). De rebellen stichtten hun eigen staat met Corfinium als hoofdstad, met een eigen senaat en magistraten zoals die in Rome. Ze lieten hun eigen munten slaan en brachten legers op de been die herhaaldelijk de Romeinse legers versloegen. Na twee jaar vechten braken de Romeinen de opstand door iedere stad die zich overgaf, het volledige burgerrecht te schenken.
Marius is in totaal zeven keer consul geweest. Hoewel hij door zijn militaire successen geliefd was, slaagde hij er niet in alles in de politiek te verwezenlijken wat hij had gewild. Op het eind van zijn leven was Marius een verbitterd man. Met een wanhopige blik en steeds omringd door een troep gewapende aanhangers zag men hem door de straten van Rome schrijden. Voorbijgangers groetten de consul onderdanig. Groette Marius niet terug, dan was dat een teken voor zijn lijfwacht om de ander af te maken. In zijn gedrag begon de oude generaal steeds duidelijker trekjes van krankzinnigheid te vertonen. Het was een zegen voor zijn eigen partij, toen hij in 86 v. Chr. stierf.

## Voetnoten
1. ↑  Plutarchus (Marius III.) noemt het stadje Cirrhaeaton, maar dit is zeer waarschijnlijk een corrupte vorm van Cereatae.
2. ↑  Velleius Paterculus (Historia Romana II 11.) vermeldt dat Marius zou zijn geboren in de ordo equester, maar er is voorgesteld loco equestri te lezen als loco agresti ("afkomstig van het platteland").